# Skolevalg
Skolevalg er et undervisningsprojekt for danske skoleelever i  8., 9. og 10. klasser, der simulerer et folketingsvalg blandt de skoler, der har valgt at deltage. Skolevalget afholdes i uge 3, 4 og 5 i ulige år, indtil coronavirus ramte. Det betød at skolevalg i 2021 blev rykket til oktober, og det efterfølgende skolevalg vil blive afholdt i uge 3, 4 og 5 i 2024, og lige år derfra.

## Baggrund
Ideen om at afholde skolevalg kommer oprindeligt fra Valgretskommissionen, der blev nedsat af Dansk Ungdoms Fællesråd efter kommunalvalget 2009, som bl.a. var inspireret af skolevalgene i Sverige og ikke mindst Norge, hvor man har afholdt landsdækkende skolevalg siden 1989. På DUF's foranledning blev der allerede i efteråret 2009 afholdt et prøvevalg for unge, hvor 31 kommuner deltog, men et landsdækkende, officielt skolevalg blev første gang afholdt i 2015. Skolevalget blev til som et projektsamarbejde mellem Folketinget og Undervisningsministeriet med det formål at forberede eleverne på at deltage i det parlamentariske demokrati og på den måde modvirke, at valgdeltagelsen havde været faldende blandt potentielle førstegangsvælgere, og samtidig var skolevalget en del af Folketingets fejring af 100-året for grundloven af 1915. Skolevalget finansieres af Folketinget og Undervisningsministeriet og er udviklet i samarbejde med bl.a. fagkonsulenterne i samfundsfag fra CFU’ere i hele landet.

## Praksis
Op til valget gennemføres der et tre uger langt undervisningsforløb på de tilmeldte skoler, hvor eleverne på 8. og 9. klassetrin modtager særligt tilrettelagt undervisning med henblik på styrkelse af elevernes demokratiske engagement og viden om valghandlingen. I forbindelse med skolevalgene laver de tilmeldte klasser projektarbejde, hvor de arbejder med en eller flere af en række udvalgte mærkesager, og de politiske ungdomspartier fører kampagner, såvel landsdækkende som ved at komme ud til vælgermøder på de deltagende skoler.

### Valg og mandatfordeling
| 32 | 17 | 19 | 13 | 19 | 16 | 49 | 10 |

| 28 | 20 | 23 | 9 | 24 | 15 | 34 | 11 | 11 |

| 41 | 20 | 23 | 10 | 18 | 15 | 31 | 9 | 8 |

| 42 | 26 | 26 |  | 14 | 14 | 8 | 21 | 13 |  |

| 29 | 15 | 14 | 10 | 55 | 8 | 9 | 18 |  | 12 |